# Jörg Dürmüller
Jörg Dürmüller (* 28. August 1959 in Bern) ist ein Schweizer Opernsänger (Tenor).

## Leben
Jörg Dürmüller studierte zunächst Violine und Gesang am Konservatorium Winterthur. Das Gesangsstudium setzte er bei Naan Pöld und Hans Kagel an der Hochschule für Musik und Theater in Hamburg fort. Er besuchte Meisterkurse bei Christa Ludwig und Hermann Prey.
Seinen hervorragenden Ruf im Konzertfach erwarb sich Jörg Dürmüller vor allem mit den Evangelistenpartien J. S. Bachs. Er sang in renommierten Musikzentren im In- und Ausland wie der Royal Albert Hall London (BBC Proms), Wiener Musikverein, Accademia Nazionale di Santa Cecilia in Rom, Auditorio Nacional de España Madrid, Théâtre des Champs-Elysées Paris, Théâtre du Châtelet Paris, Philharmonie Sao Paulo, Summer Festival Tokio, Schwetzinger Festspiele, Epidaurus Festival Athen oder Bachfest Leipzig. Im Dezember 2006 nahm er unter Ton Koopman an einer USA-Tournee teil und sang unter anderem in der Carnegie Hall in New York. 2008 trat Jörg Dürmüller mit dem New York Philharmonic Orchestra in verschiedenen Konzerten mit Händels Messias auf.
Seine Opernlaufbahn begann er in Bielefeld. Danach sang er zwei Jahre am Staatstheater Braunschweig unter der Intendanz von Brigitte Fassbaender. Er gastierte regelmässig an der Komischen Oper Berlin, wo er in Partien wie Ferrando in Così fan tutte oder Bajazete in Händels Tamerlano (Regie: David Alden) zu hören war. Er war Ensemblemitglied der Volksoper Wien, wo er den Tamino, Don Ottavio in Don Giovanni und Don Ramiro in La Cenerentola sang. Neben seinen Konzertverpflichtungen gastierte er an den Opernhäusern von Hamburg, Montpellier, Leipzig, Köln, Strasbourg, Sevilla sowie am Teatro Real in Madrid. Im Jahr 2006 übernahm er kurzfristig beim Schleswig-Holstein Musikfestival die Partie des Belmonte unter Alessandro De Marchi, was zu einer weiteren Zusammenarbeit in verschiedenen Projekten 2007 führte. Ebenfalls 2007 sang er bei den Herrenchiemsee Festspielen den Don Ottavio (BR TV-Mitschnitt) unter Enoch zu Guttenberg, 2008 gastierte er am Teatro Regio di Torino als Narraboth und gab am Theater Braunschweig sein szenisches Debüt als Erik im Fliegenden Holländer.
Als Opern- und Konzertsänger arbeitete er mit Dirigenten wie Herbert Blomstedt, Bertrand de Billy, Dennis Russell Davies, Christoph Eschenbach, Diego Fasolis, Reinhard Goebel, Enoch zu Guttenberg, Thomas Hengelbrock, Christopher Hogwood, Michael Hofstetter, René Jacobs, Robert King, Ton Koopman, Václav Neumann, Christof Prick, Helmuth Rilling, Peter Schreier, Sebastian Weigle, Bruno Weil, Simone Young oder Hans Zender zusammen.
Dürmüller verfügt als Sänger über eine grosse fachliche Bandbreite und hat zahlreiche Radio-, TV-, DVD und CD-Produktionen eingespielt. So wirkte er unter Bruno Weil an einer in der Fachpresse beachteten Erstaufnahme des Fliegenden Holländers in der Urfassung Wagners von 1841 mit, in der er die Partie des Georg (Erik) sang. Im März 2005 sang Dürmüller den Evangelisten aus der Matthäuspassion von J. S. Bach unter der Leitung von Ton Koopman auf DVD und CD ein. 2007 wurde die CD-Einspielung der Krenek-Oper Sardakai mit Dürmüller in der männlichen Hauptrolle des Carlo mit dem ECHO Klassik ausgezeichnet. Die CD-Produktion Die schöne Galathée (Suppé) unter Bruno Weil mit Dürmüller in der Hauptrolle des Pygmalion erhielt den Preis der Deutschen Schallplattenkritik.